# Thunderbird Classic 1971
Il Thunderbird Classic 1971 è stato un torneo di tennis giocato sul cemento. È stata la 1ª edizione del torneo, che fa parte del Virginia Slims Circuit 1971. Si è giocato a Phoenix negli USA, dal 27 settembre al 3 ottobre 1971.

## Campionesse

### Singolare
Billie Jean King ha battuto in finale  Rosie Casals con il punteggio di 7–5, 6–1

### Doppio
Rosie Casals /  Billie Jean King hanno battuto in finale  Judy Tegart /  Françoise Dürr con il punteggio di 6–3, 6–2